# Pałac w Głębokiej
Pałac w Głębokiej – zabytkowy pałac we wsi Głęboka (powiat ząbkowicki), w Polsce, w województwie dolnośląskim, w gminie Ziębice.

## Historia
Piętrowy pałac-dwór wybudowany w drugiej połowie XIX w., w stylu neoklasycystycznym jest częścią zespołu pałacowego, w skład którego wchodzi jeszcze park.